# Victor Hogan
Victor Hogan (Sudáfrica, 25 de julio de 1989) es un atleta sudafricano, especialista en la prueba de lanzamiento de disco, en la que logró ser campeón africano en 2018

## Carrera deportiva
En el Campeonato Africano de Atletismo de 2018 celebrado en Asaba (Nigeria) ganó la medalla de oro en lanzamiento de disco, llegando hasta los 60.06 metros, y superando al también sudafricano Werner Visser (plata con 58.22 metros) y al marroquí Elbachir Mbarki (bronce con 54.97 metros).